# 恩濟大區
6°39′N 4°42′W / 6.650°N 4.700°W

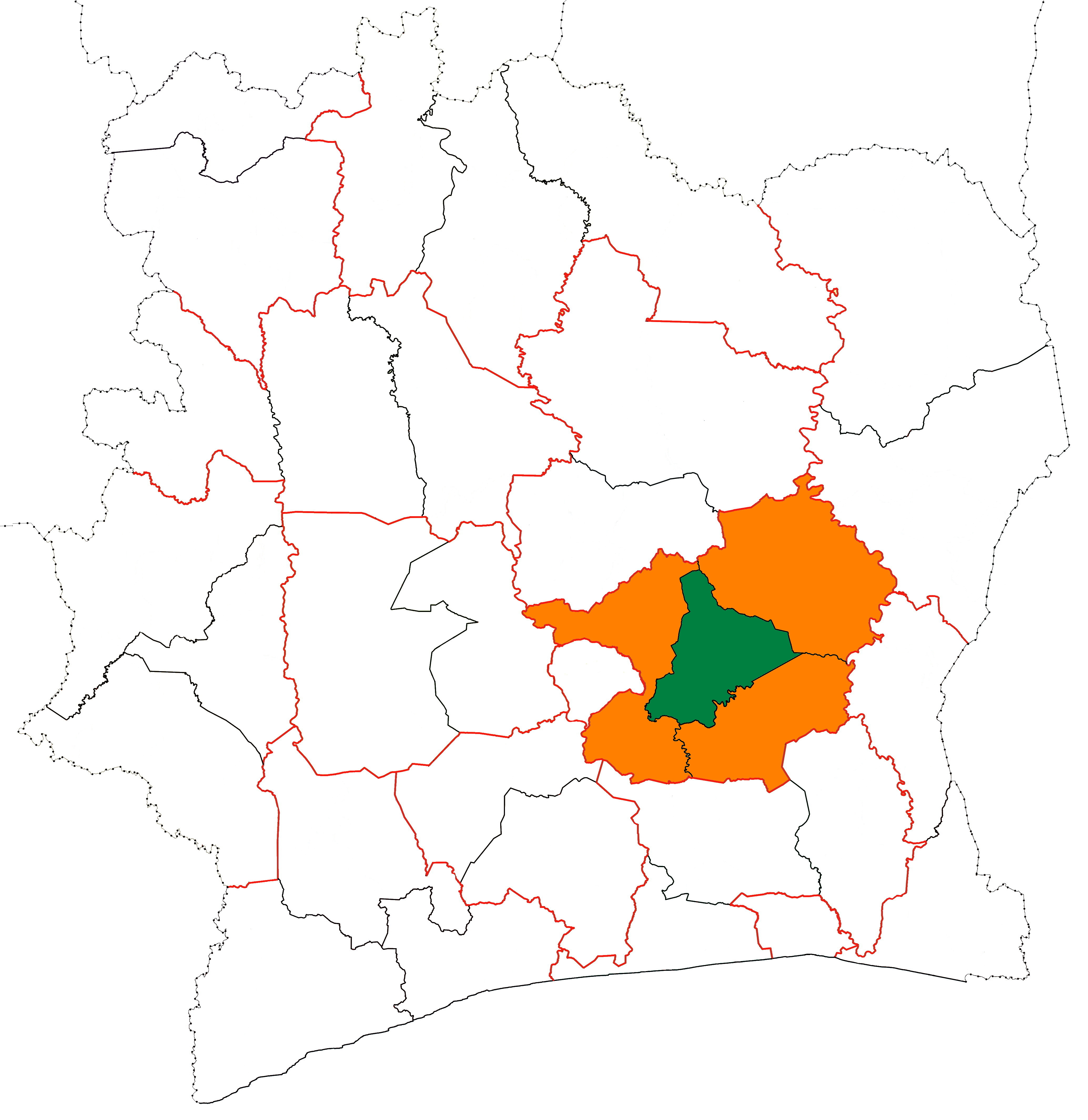
恩济大区在湖泊区内的位置

恩濟大區（N'Zi Region），是科特迪瓦的31個大區之一，位於該國中部，由湖泊區負責管轄，首府設於丁博克羅，東南面是莫羅努大區，始建於2011年，2014年人口247,578。得名自流经该大区的恩济河。